# Karangjaya (Geger Bitung)
Karangjaya is een bestuurslaag in het regentschap Sukabumi van de provincie West-Java, Indonesië. Karangjaya telt 4832 inwoners (volkstelling 2010).